# Timothy Pitkin

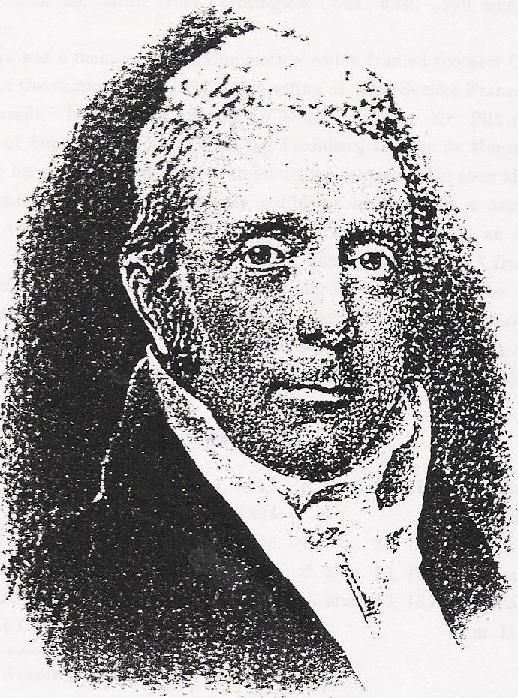
Timothy Pitkin

Timothy Pitkin (* 21. Januar 1766 in Farmington, Colony of Connecticut; † 18. Dezember 1847 in New Haven, Connecticut) war ein US-amerikanischer Politiker. Zwischen 1805 und 1819 vertrat er den Bundesstaat Connecticut im US-Repräsentantenhaus.

## Werdegang
Nach einer privaten Schulausbildung besuchte Timothy Pitkin bis 1785 das Yale College. Danach war er für ein Jahr Lehrer in Plainfield. Nach einem anschließenden Jurastudium und seiner 1788 erfolgten Zulassung als Rechtsanwalt begann er in Farmington in diesem Beruf zu praktizieren. Politisch wurde er Mitglied der von Alexander Hamilton gegründeten Föderalistischen Partei. Zwischen 1790 und 1815 saß er mehrfach als Abgeordneter im Repräsentantenhaus von Connecticut. Ab 1803 war er Präsident des Hauses.
Nach dem Rücktritt des Kongressabgeordneten Calvin Goddard wurde Pitkin bei der fälligen Nachwahl als dessen Nachfolger in das US-Repräsentantenhaus in Washington, D.C. gewählt. Dort trat er am 16. September 1805 sein neues Mandat an. Nachdem er bei den folgenden regulären Wahlen, die staatsweit abgehalten wurden, jeweils bestätigt wurde, konnte er bis zum 3. März 1819 im Kongress verbleiben. In diese Zeit fiel der Britisch-Amerikanische Krieg von 1812. Im Jahr 1818 verzichtete Pitkin auf eine weitere Kandidatur.
Im Jahr 1818 war Pitkin Delegierter auf einer Versammlung zur Überarbeitung der Staatsverfassung von Connecticut. Zwischen 1819 und 1830 war er erneut Abgeordneter im Staatsparlament. Außerdem arbeitete er wieder als Anwalt. Timothy Pitkin starb am 18. Dezember 1847 in New Haven.